# N. K. Jemisin
N. K. Jemisin (nascida Nora K. Jemisin; Iowa City, 19 de setembro de 1972) é uma escritora norte-americana de ficção especulativa e fantasia. Sua escrita explora uma variedade de temas, como opressão, conflitos culturais e racismo. Ganhadora de vários prêmios por contos e romances como o Prémio Nebula e o Prémio Hugo.

## Biografia
Nora Jemisin nasceu em Iowa City, em 1972, mas cresceu na cidade de Nova Iorque e em Mobile, no Alabama. Depois de morar por 10 anos em Massachusetts, Jemisin mudou-se definitivamente para Nova Iorque. De 1990 a 1994, estudou psicologia na Universidade de Tulane, obtendo seu mestrado em educação pela Universidade de Maryland.
Em 2009 e 2010, o conto Non-Zero Probabilities foi finalista do Prêmio Nebula e do Prêmio Hugo, respectivamente. Seu romance de estréia, The Hundred Thousand Kingdoms, o primeiro volume da Trilogia Inheritance, foi indicado para o Prêmio Nebula de 2010 e pré-selecionado para o Prêmio James Tiptree Jr. Em 2011, foi indicado para o Prêmio Hugo, World Fantasy Award e Prêmio Locus, ganhando o Prêmio Locus de Melhor Primeira Novela. The Hundred Thousand Kingdoms  também ganhou o Prêmio Sense of Gender na categoria Tradução, em 2011.
Em 2016, seu livro A Quinta Estação ganhou o Prêmio Hugo de Melhor Romance, tornando-a a primeira escritora negra a ganhar o Hugo nesta categoria. As continuações, O Portão do Obelisco e O Céu de Pedra, ganharam o Hugo em 2017 e 2018 na mesma categoria, respectivamente.
Em 2017, além de receber o Hugo pelo livro O Céu de Pedra, ele também recebe o Prêmio Locus e o Nebula, ambos na categoria Melhor Romance. 
Com a premiação dos três livros de sua série A Terra Partida, ela se tornou a única autora a ganhar o Prêmio Hugo de Melhor Novela em três anos consecutivos.
Em 2020, o seu livro Nós somos a cidade é nominado no Prêmio Hugo e no Prêmio Nebula, ganhando apenas no Premio Locus e no Premio BSFA.. Na categoria noveleta Emergency Skin, recebe o prêmio Hugo
Hoje, ela mora e trabalha no Brooklyn, na companhia de seu gato, rei Ozymandias (Ozzy).

### Séries
| Série                                                                             | Título                                                  | Título no Brasil                                                    | Título em Portugal                               |
| --------------------------------------------------------------------------------- | ------------------------------------------------------- | ------------------------------------------------------------------- | ------------------------------------------------ |
| Inheritance Trilogy (2010-2011) Brasil: Trilogia Herança                          | The Hundred Thousand Kingdoms (2010) ISBN 9780316043915 | Os Cem Mil Reinos (2021) Editora Galera Record ISBN 9786559810185   |                                                  |
| Inheritance Trilogy (2010-2011) Brasil: Trilogia Herança                          | The Broken Kingdoms (2010) ISBN 9780316043960           | Os Reinos Partidos (2022) Editora Galera Record ISBN 9786559811175  |                                                  |
| Inheritance Trilogy (2010-2011) Brasil: Trilogia Herança                          | The Kingdom of Gods (2011) ISBN 9780316043953           | O Reino dos Deuses (2022) Editora Galera Record ISBN 9786559812059  |                                                  |
| Dreamblood Duology (2012)                                                         | The Killing Moon (2012) ISBN 9780356500768              | Lua de Sangue (2022) Editora Morro Branco ISBN 9786586015539        |                                                  |
| Dreamblood Duology (2012)                                                         | The Shadowed Sun (2012) ISBN 9780356500775              | Sombras do Sol" (2023) Editora Morro Branco ISBN 9786586015775      |                                                  |
| Broken Earth series (2015-2017) Brasil: A Terra Partida Portugal: Terra Fraturada | The Fifth Season (2015) ISBN 9780356508191              | A Quinta Estação (2017) Editora Morro Branco ISBN 9788592795238     | Quinta Estação (2018) ISBN 9789896418465         |
| Broken Earth series (2015-2017) Brasil: A Terra Partida Portugal: Terra Fraturada | The Obelisk Gate (2016) ISBN 9780356508368              | O Portão do Obelisco (2018) Editora Morro Branco ISBN 9788592795511 | O Portal dos Obeliscos (2019) ISBN 9789896419554 |
| Broken Earth series (2015-2017) Brasil: A Terra Partida Portugal: Terra Fraturada | The Stone Sky (2017) ISBN 9780316229241                 | O Céu de Pedra (2019) Editora Morro Branco ISBN 9788592795788       |                                                  |
| Great Cities Series (2020)                                                        | The City We Became (2020) ISBN 9780316509886            | Nós somos a cidade (2021) Editora Suma de Letras ISBN 9788556511201 |                                                  |

### Contos
- "L'Alchimista", publicado em Scattered, Covered, Smothered, Two Cranes Press, 2004. Menção honrosa em The Year's Best Fantasy and Horror, 18th collection. Disponível também em um episódio do podcast Escape Pod.
- "Too Many Yesterdays, Not Enough Tomorrows", Ideomancer, 2004.
- "Cloud Dragon Skies", Strange Horizons, 2005. Disponível também em um episódio do podcast Escape Pod.
- "Red Riding-Hood's Child", Fishnet, 2005.
- "The You Train", Strange Horizons, 2007.
- "Bittersweet", Abyss & Apex Magazine, 2007.
- "The Narcomancer", Helix, reimpresso em Transcriptase, 2007.
- "The Brides of Heaven", Helix, reimpresso em Transcriptase, 2007.
- "Playing Nice With God's Bowling Ball", Baen's Universe, 2008.
- "The Dancer's War", publicado em Like Twin Stars: Bisexual Erotic Stories, Circlet Press, 2009.
- "Non-Zero Probabilities", Clarkesworld Magazine, 2009.
- "Sinners, Saints, Dragons, and Haints in the City Beneath the Still Waters", Postscripts, 2010.
- "On the Banks of the River Lex", Clarkesworld Magazine, 11/2010.
- "The Effluent Engine", publicado em Steam-Powered: Lesbian Steampunk Stories, Torquere Press, 2011.
- "The Trojan Girl", Weird Tales, 2011.
- "Valedictorian", published in After: Nineteen Stories of Apocalypse and Dystopia, Hyperion Book CH, 2012.
- "Walking Awake", Lightspeed, 2014.
- "Stone Hunger", Clarkesworld Magazine, 2014.
- "Sunshine Ninety-Nine", Popular Science, 2015.
- "The City Born Great", publicado em Tor.com, disponível online de forma gratuita, 2016.
- "Red Dirt Witch", Fantasy Magazine: PoC Destroy Fantasy, 2016.
- "The Evaluators", Wired Magazine, 2016.
- "Henosis", Uncanny Magazine, 2017.
- "Give Me Cornbread or Give Me Death", A People's Future of the United States, 2017.
- "The Storyteller's Replacement", How Long til Black Future Month, 2018.
- "The Elevator Dancer", How Long til Black Future Month, 2018.
- "Cuisine des Mémoires", How Long til Black Future Month, 2018.
- "Emergency Skin", Amazon Original Stories:Forward, 2019. Vencedor do Hugo Award por melhor novela.
- "The Ones Who Stay and Fight", Lightspeed Magazine, 2020.

### Coletânea de contos
- How Long 'til Black Future Month? (2018)

### Não-ficção
- Geek Wisdom: The Sacred Teachings of Nerd Culture (co-escrito com Stephen H. Segal, Genevieve Valentine, Zaki Hasan e Eric San Juan, 2011)

### História em quadrinhos
- Far Sector (com Jamal Campbell, DC Comics, 2019)